# 919 Third Avenue
919 Third Avenue je kancelářský mrakodrap v New Yorku. Má 47 podlaží a výšku 188 metrů. Byl dokončen v roce 1971 podle projektu společnosti Skidmore, Owings & Merrill.